# Kasaoka
Kasaoka (笠岡市?) è una città giapponese della prefettura di Okayama.